# Mars 1913

## Événements
- En Russie, célébration du tricentenaire de l’avènement de la maison Romanov sur le trône impérial convainquant le tsar Nicolas II de sa popularité.
- La Chine se dote d'une armée de l'air et passe commande de 12 appareils à la France.

- 3 mars : Women's Suffrage Parade : les Américaines manifestent à Washington pour réclamer le droit de vote.

- 4 mars : début de la présidence américaine démocrate de Thomas W. Wilson (fin en 1921).

- 11 mars :
  - Canada : fondation de la Ligue des droits du français;
  - le Français Perreyon bat le record d'altitude en avion : 5 880 mètres, sur un « Blériot ».

- 13 mars : Canberra reçoit officiellement son nom.

- 18 mars :
  - France : renversé à la Chambre, le président du Conseil Aristide Briand démissionne.
  - Le roi Georges Ier de Grèce est assassiné. Son fils Constantin Ier de Grèce lui succède.

- 20 mars : assassinat de Song Jiaoren à la gare de Shanghai.

- 22 mars, France : Louis Barthou nouveau Président du Conseil.

- 26 mars (Mexique) : Venustiano Carranza déclare dans son plan de Guadalupe ne pas reconnaître l’autorité de Huerta et se pose en chef de file des « constitutionalistes », partisans d’un retour à l’ordre démocratique.

- 27 mars : fondation du journal franco-ontarien Le Droit à Ottawa.

## Naissances
- 1er mars : Sanford Weasley Clark († 20 juin 1991).
- 4 mars : 
  - Ginette Hamelin, résistante († 14 octobre 1944).
  - Taos Amrouche, chanteuse tunisienne († 2 avril 1976).
- 8 mars : Mouloud Feraoun, écrivain algérien d'expression française († 15 mars 1962).
- 9 mars : Marguerite De Riemaecker-Legot, femme politique belge († 7 mai 1977).
- 10 mars : Adam Schaff, philosophe polonais († 12 novembre 2006).
- 11 mars : John Weinzweig, compositeur († 24 août 2006).
- 13 mars : William Casey, homme politique et homme d'État américain, directeur de la Central Intelligence Agency († 6 mai 1987).
- 17 mars : 
  - Clay Shaw, homme d'affaires de La Nouvelle-Orléans, inculpé de l'assassinat du président John F. Kennedy († 14 août 1974).
  - Luc Dietrich, écrivain et photographe français († 12 août 1944).
- 18 mars : René Clément, réalisateur français († 17 mars 1996).
- 23 mars : Heinz Linge, officier allemand et valet personnel d'Adolf Hitler († 9 mars 2023).
- 24 mars :
  - Émile Benoît, chanteur français († 2 septembre 1992).
  - Bernard Gèze, géologue, hydrogéologue, volcanologue et spéléologue français († 8 décembre 1996).
- 26 mars : Jacqueline de Romilly, académicienne et helléniste française († 18 décembre 2010).
- 28 mars : Tōkō Shinoda, artiste japonaise († 1er mars 2021).
- 29 mars : Georges Candilis, architecte franco-grec († 10 mai 1995).

## Décès
- 7 mars : Pauline Johnson, poète.
- 17 mars : Emma Schenson, photographe et peintre suédoise (° 21 septembre 1827).
- 25 mars : Garnet Joseph Wolseley, militaire britannique qui avait dirigé l'expédition Wolseley contre la Rébellion de la rivière Rouge.